# Àiax el Menor

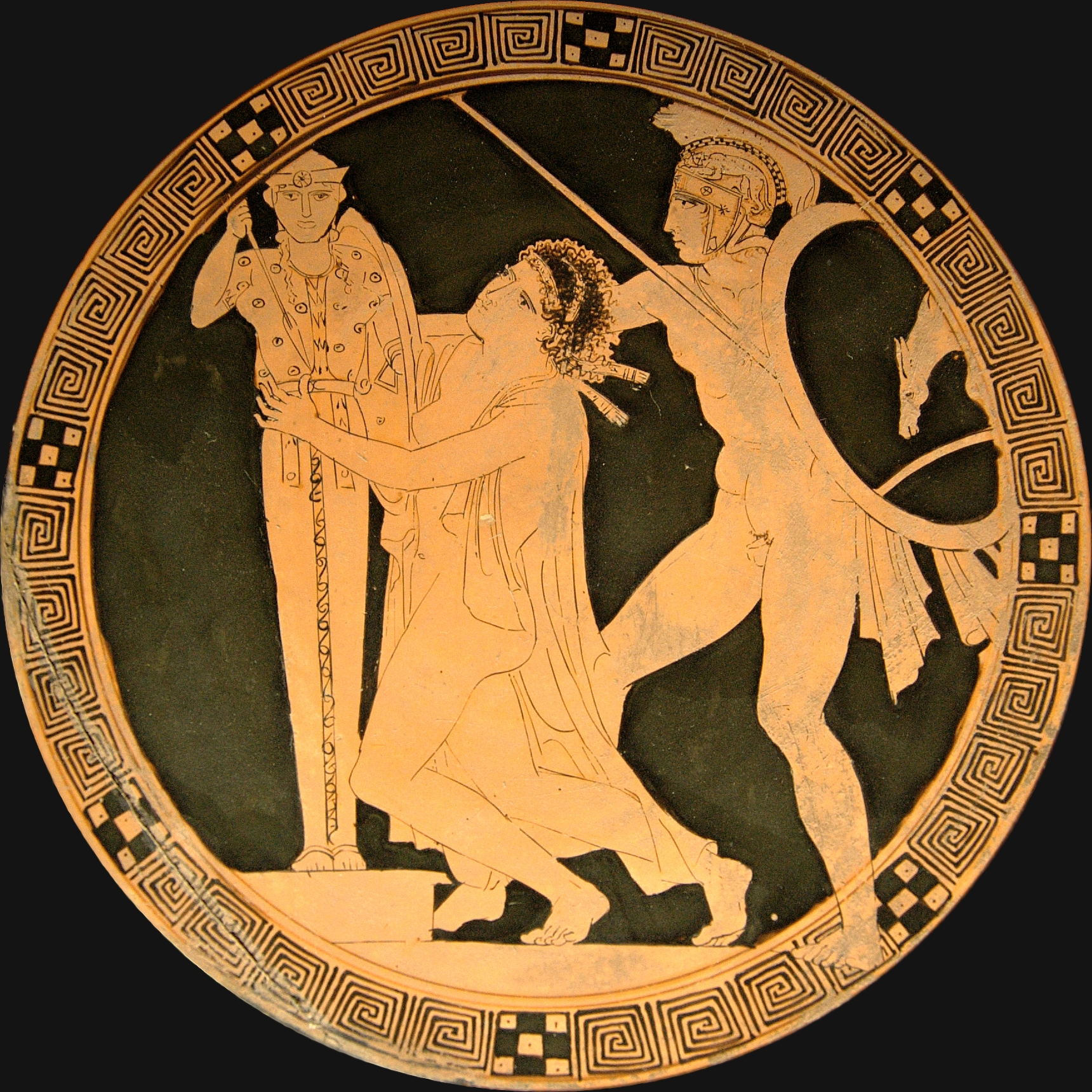
Àiax violant Cassandra, ceràmica àtica de figures vermelles, pintor de Codros (ca.), Museu del Louvre

En la mitologia grega, Àiax (llatí: Aiax) o Aiant (grec antic: Αἴᾱς), fill d'Oileu, és un heroi grec rei de la Lòcrida que va participar en la Guerra de Troia capitanejant quaranta naus. Per diferenciar-lo d'Àiax, fill de Telamó, sovint és anomenat Àiax de la Lòcrida, Àiax Oilíada o Àiax el Menor, atès que l'altre Àiax era famós per la seva alçada.
Va tenir un paper important a la guerra de Troia. Lluitava al costat del seu homònim, el fill de Telamó. Però mentre l'altre Àiax era un guerrer fort i audaç, el fill d'Oileu era baix d'estatura i anava armat amb un escut de lli o de vímet i un arc. A les batalles era molt ràpid, i feia el paper que en els exèrcits de l'època clàssica s'assignava als peltastes. Va intervenir en tots els grans combats narrats a la Ilíada. Va participar en el sorteig per al projectat desafiament amb Hèctor. Va lluitar al voltant de les naus i entorn del cos de Pàtrocle i va prendre part en els Jocs Fúnebres que va organitzar Aquil·les en honor del seu amic.
Les tradicions li atribueixen mal caràcter. És arrogant, cruel amb els seus enemics, impiu i cerca-raons, en contrast amb l'altre Àiax, respectuós. El seu delicte més greu va ser el que va cometre durant l'assalt a la ciutat de Troia. Va ser un dels guerrers que van penetrar a la ciutat, amagats dins el Cavall de Troia. I en aquesta última batalla, juntament amb Neoptòlem, el fill d'Aquil·les, s'interna al palau reial, on el primer va assassinar al rei Príam, mentre que Àiax va trobar la princesa Cassandra refugiada sota un altar dedicat a Atena. I encara que la noia demanés pietat per respecte a la deessa, Àiax en el frenesí del saqueig no la va escoltar, la va arrancar per la força de l'estàtua de la deessa on s'havia abraçat, i la va violar allà mateix. Els aqueus, davant del sacrilegi, el van voler lapidar, però ell mateix es va refugiar sota l'altar d'Atena, i es va salvar. El sacrilegi provocà la ira de la deessa, que amb ajuda de Posidó va fer que la nau d'Àiax naufragués durant la fatídica tempesta que dispersà a la flota grega en el seu retorn a la pàtria. Va fer aixecar una tempesta vora l'illa de Míconos que va destruir nombroses naus, entre altres la que anava Àiax.
Per aquest motiu hi ha dues històries sobre la seva mort. La més difosa és que va morir ofegat quan el seu vaixell es va enfonsar quan s'estavellà contra un promontori anomenat les Roques Gires, al mar Egeu. L'altra sosté que l'aigua el va deixar sobre una d'aquestes pedres mentre va estar inconscient. Un cop la tempesta va passar i Àiax es va despertar, sabent que la tempesta era obra de Posidó per castigar pels seus pecats, va començar a burlar-se del déu dient que no havia aconseguit matar-lo. Per a la seva desgràcia, com si es tractés d'una resposta, una mà sostenint un trident va emergir de les aigües i l'hi va llançar. L'arma va travessar el pit d'Àiax i el va clavar a la roca, matant-lo a l'instant. Es diu que tan aviat com la seva ànima va abandonar, el trident i el seu cos es van transformar en pedra i allà van quedar, com una roca alta que sobresurt de les aigües del mar Egeu per a la resta dels dies. Es diu també que va ser la mateixa Atena qui el va matar, fent servir un llamp, l'arma del seu pare Zeus.
El sacrilegi d'Àiax va seguir sobre el cap dels locris, els seus compatriotes. Al cap de tres anys d'haver tornat de Troia, la Lòcrida va patir diverses epidèmies i van ser anys de males collites. Després de consultar l'oracle, els va respondre que aquelles plagues eren degudes a la còlera d'Atena, i que no s'acabarien en un mil·lenni tret que per expiar el rapte i la violació de Cassandra els locris enviessin cada any a Troia dues noies escollides a sorts. Els troians van matar les dues primeres noies que van enviar i van escampar les seves cendres al mar. Les següents van ser ben acollides i donades com a sacerdotesses al temple d'Atena. Va subsistir un costum: les noies, quan desembarcaven, eren perseguides amb pals per tot el poble, i corrien descalces cap al temple, on es posaven al servei de la deessa i es mantenien verges fins a una edat molt avançada. Així es va purgar durant molts anys el sacrilegi comès pel fill d'Oileu.